# William Forgan Smith
William Forgan Smith (né le 15 avril 1887, mort le 25 septembre 1953) est un homme politique australien.
Il était membre du Parti travailliste australien. Il a été premier ministre du Queensland entre 1932 et 1942.